# Hibiscadelphus giffardianus
Hibiscadelphus giffardianus är en malvaväxtart som beskrevs av Joseph Rock. Hibiscadelphus giffardianus ingår i släktet Hibiscadelphus och familjen malvaväxter. IUCN kategoriserar arten globalt som akut hotad. Inga underarter finns listade i Catalogue of Life.

## Bildgalleri

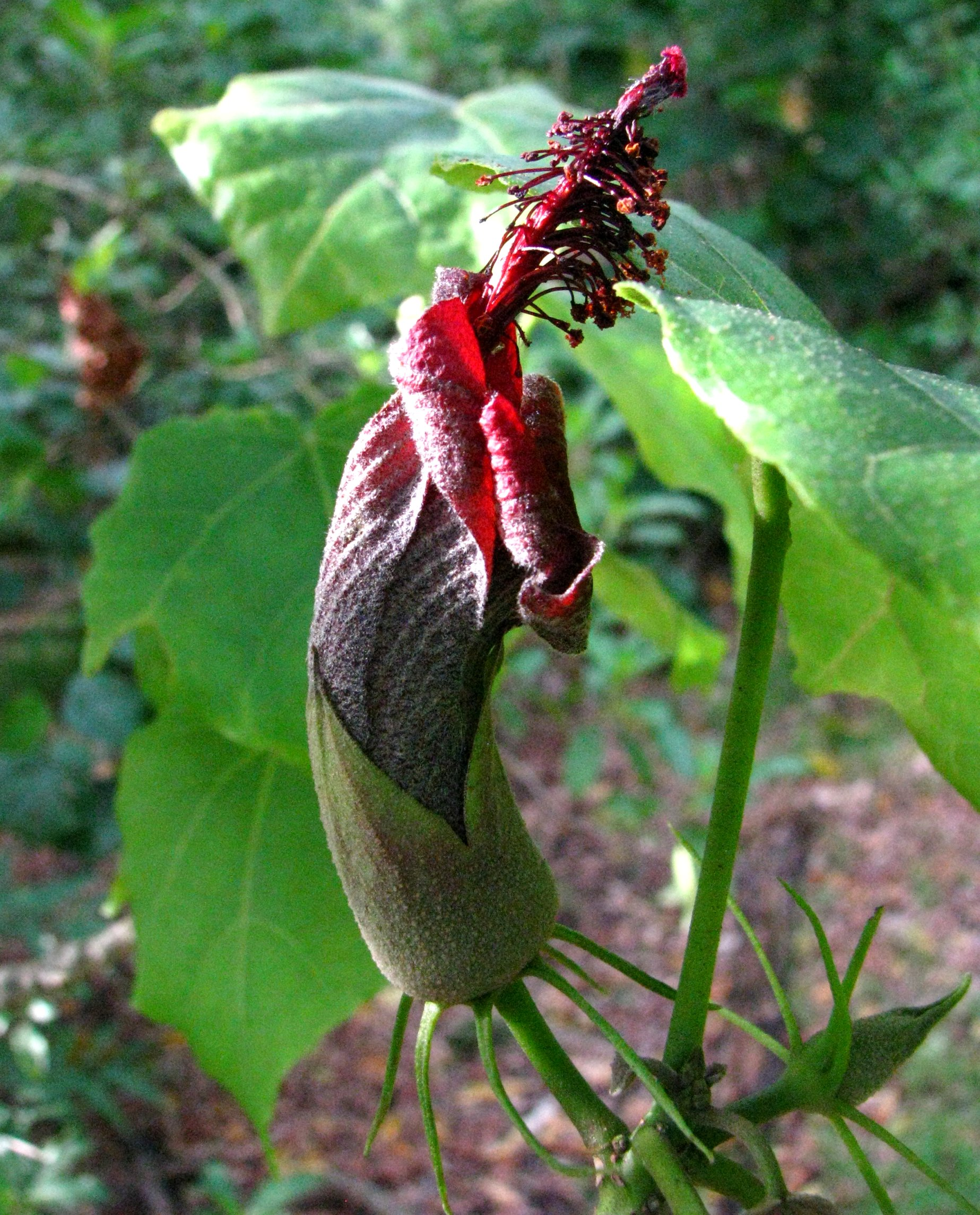
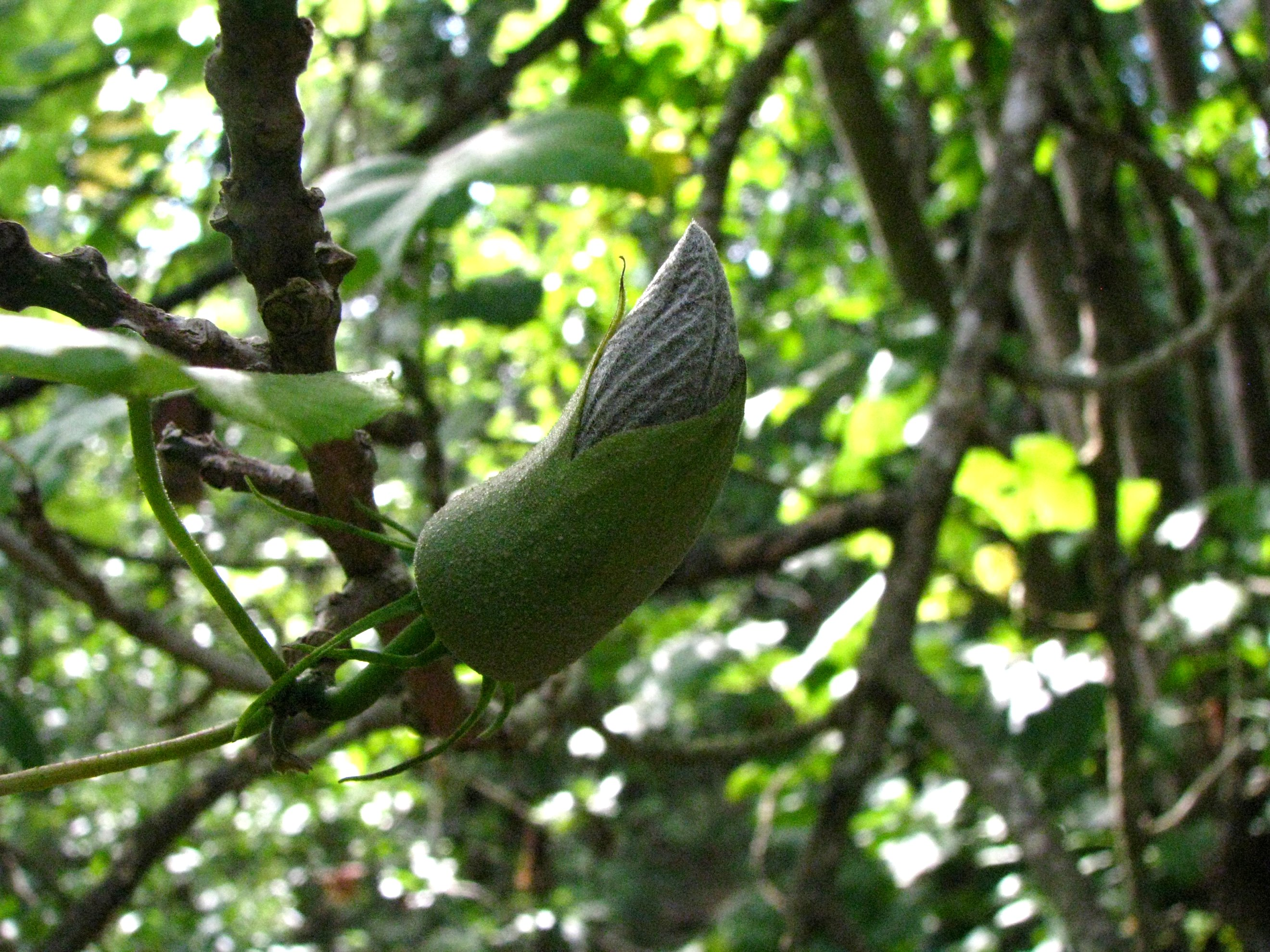
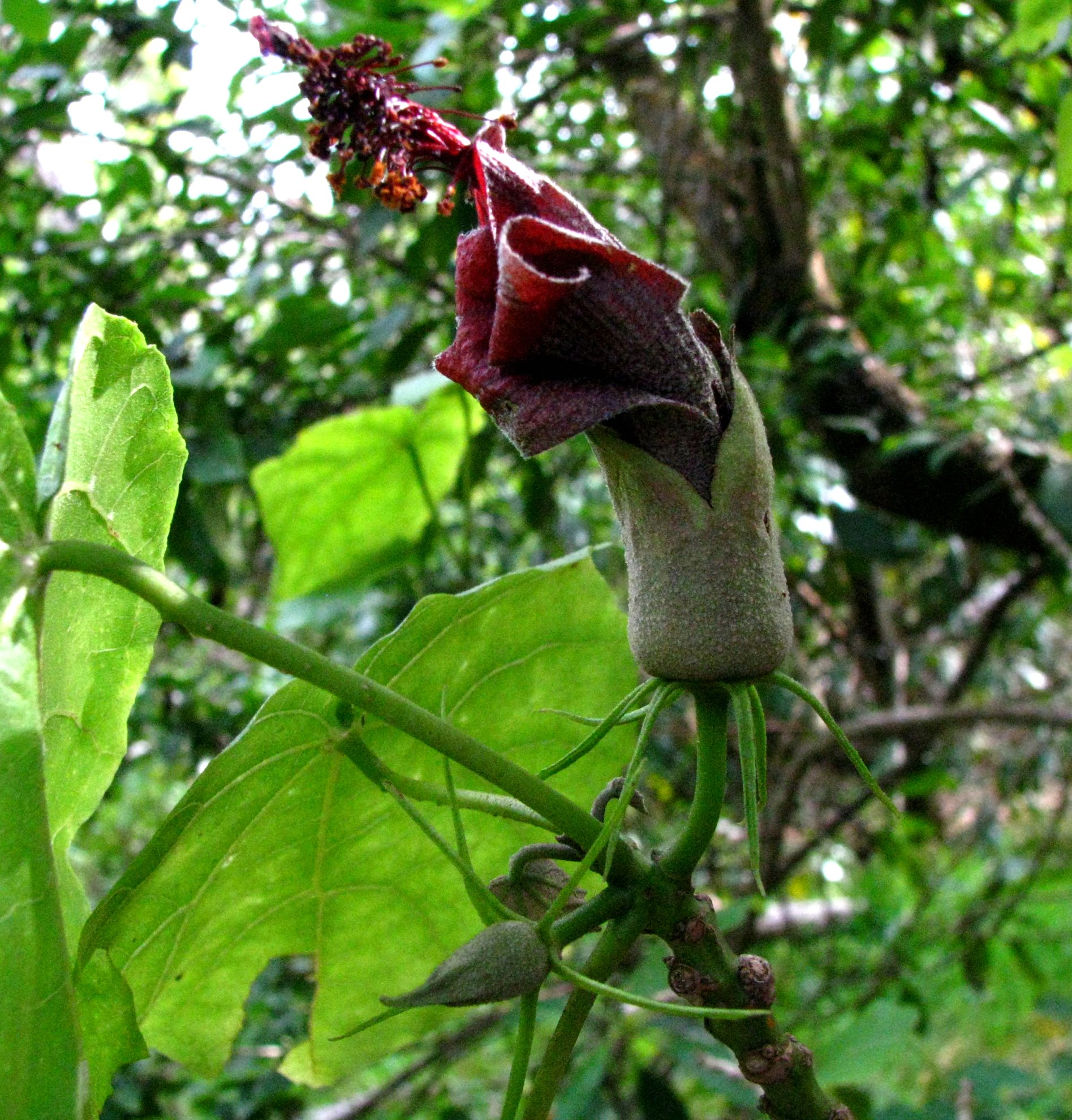
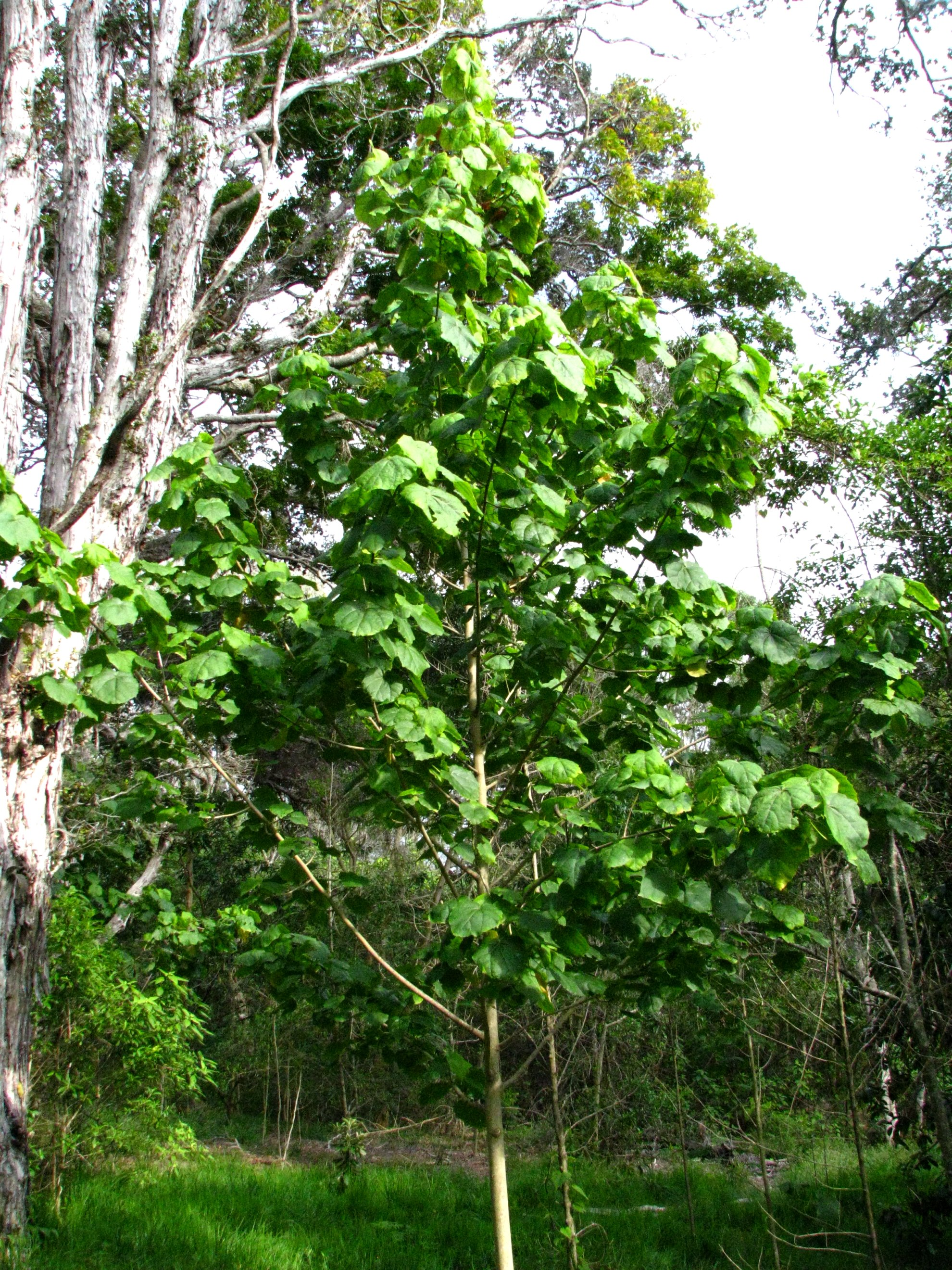